# Bryan Duquette
Pour les articles homonymes, voir Duquette.
Bryan Duquette est un joueur canadien de volley-ball né le 15 novembre 1991 à St. Thomas. Il joue au poste de libéro.

## Palmarès

### Clubs
Supercoupe de France:
- 2017

Championnat de France:
- 2018

### Équipe nationale
Coupe panaméricaine:
- 2016[1],[2]

Championnat d'Amérique du Nord:
- 2017